# Anachis floridana
Anachis floridana är en snäckart som beskrevs av Alfred Rehder 1939. Anachis floridana ingår i släktet Anachis och familjen Columbellidae. Inga underarter finns listade i Catalogue of Life.